# Hanna Nooni
Hanna Noonoi (ur. 9 marca 1984), szwedzka tenisistka.
Zawodniczka odnosząca sukcesy głównie w turniejach cyklu ITF. Zadebiutowała w 1999 roku, dwukrotnie w kwalifikacjach do niewielkiego turnieju w Båstad, ale w obu wypadkach bez powodzenia. Rok później, dzięki dzikiej karcie, wystąpiła w turnieju głównym w Sztokholmie gdzie wygrała swój pierwszy mecz w karierze ale odpadła w drugiej rundzie. W 2001 roku, ponownie z dziką kartą, zagrała w tym samym turnieju i tym razem dotarła do ćwierćfinału. Rok 2002 przyniósł jej dwa półfinały w grze singlowej i jeden finał w deblu, a w 2003 roku osiągnęła dwukrotnie finały gry singlowej, w Sezze (przegrany z Petrą Cetkovską) i w Sunderland (porażka z Yvonne Meusburger).
W 2004 roku odniosła wreszcie oczekiwane sukcesy, wygrywając w tych samych zawodach, w Madrycie zarówno turniej singlowy jak i deblowy (w parze z Emmą Laine). W sumie w swojej karierze wygrała pięć turniejów singlowych i trzy deblowe rangi ITF.
W tym samym roku, z dziką kartą, po raz pierwszy wzięła udział w kwalifikacjach do turnieju WTA w Sztokholmie ale przegrała już w pierwszej rundzie z Alicią Molik. Z racji osiągniętego rankingu wystąpiła też w kwalifikacjach do turnieju wielkoszlemowego US Open, niestety odpadła w pierwszej rundzie, przegrywając z Maret Ani. W 2005 roku brała udział w kwalifikacjach do wszystkich czterech turniejów wielkoszlemowych a jej największym osiągnięciem była druga runda kwalifikacji w Roland Garros. W następnym roku dotarła jeszcze dalej, bo do trzeciej rundy kwalifikacji Roland Garros, pokonując w pierwszych dwóch rundach Jarosławę Szwiedową i Nicole Pratt i  było to jej największe osiągnięcie w historii występów w Wielkim Szlemie.
Reprezentowała też wielokrotnie swój kraj w Pucharze Federacji.

## Wygrane turnieje rangi ITF
| turnieje z pulą nagród 100 000 $ |
| turnieje z pulą nagród 75 000 $  |
| turnieje z pulą nagród 50 000 $  |
| turnieje z pulą nagród 25 000 $  |
| turnieje z pulą nagród 15 000 $  |
| turnieje z pulą nagród 10 000 $  |

|    | Data       | Turniej              | Kat. | ($)    | Naw.   | Finalistka         | Wynik         |
| 1. | 12/09/2004 | Madryt               | ITF  | 25 000 | twarda | Emma Laine         | 6:4, 6:3      |
| 2. | 03/07/2005 | Bastad               | ITF  | 25 000 | ziemna | Erica Krauth       | 6:0, 6:2      |
| 3. | 17/07/2005 | Vittel               | ITF  | 50 000 | ziemna | Mathilde Johansson | 6:2, 6:2      |
| 4. | 02/09/2007 | Portschach           | ITF  | 10 000 | ziemna | Janina Toljan      | 6:1, 4:6, 6:1 |
| 5. | 13/08/2008 | Garching bei München | ITF  | 10 000 | ziemna | Michaela Pochabová | 6:2, 7:5      |